# Surkhet
Der Distrikt Surkhet (Nepali सुर्खेत जिल्ला) ist einer von 77 Distrikten in Nepal und gehört seit der Verfassung von 2015 zur Provinz Karnali.

## Geographie
Er liegt etwa 370 km westlich von Kathmandu.
Ein prägender Landschaftsteil des Distriktes ist der Talkessel von Surkhet mit einem Durchmesser von 6 bis 9 km in einer Höhe von ca. 650 m (ü. NN), an dessen nördlichem Rand sich die Stadt Birendranagar befindet. Aus der Mitte des Kessels ragt ein kleiner bewaldeter und ca. 70 m hoher Hügel, auf dem sich die buddhistische Klosterruine von Kankrebihar befindet.

## Einwohner
In der Volkszählung von 2001 hatte er 288.527 Einwohner; im Jahre 2011 waren es 350.804.

## Verwaltungsgliederung
Städte (Munizipalitäten) im Distrikt Surkhet:
- Bheriganga
- Birendranagar
- Gurbhakot
- Panchapuri
- Lekbesi

Gaunpalikas (Landgemeinden):
- Chaukune
- Barahatal
- Chingad
- Simta